# 黄州中学
黄州中学全称为湖北省黄州中学，由著名地质学家李四光的父亲李卓侯先生于1921年创办。历史上与湖北省黄冈中学三次合并三次分立，1963年正式定名为湖北省黄州中学，现为湖北省黄冈市教育局直属重点完全中学。
截至2008年7月，黄州中学在校学生5869人，96个教学班，为黄冈市黄州城区规模最大的中学。
学校位于中国湖北省黄冈市黄州区胜利街86号，邮政编码438000。

## 參看
- 黃岡教育

## 外部連結
- 湖北省黃州中學